# Gynoplistia troglophila
Gynoplistia troglophila là một loài ruồi trong họ Limoniidae. Chúng phân bố ở miền Australasia.